# Buigveer

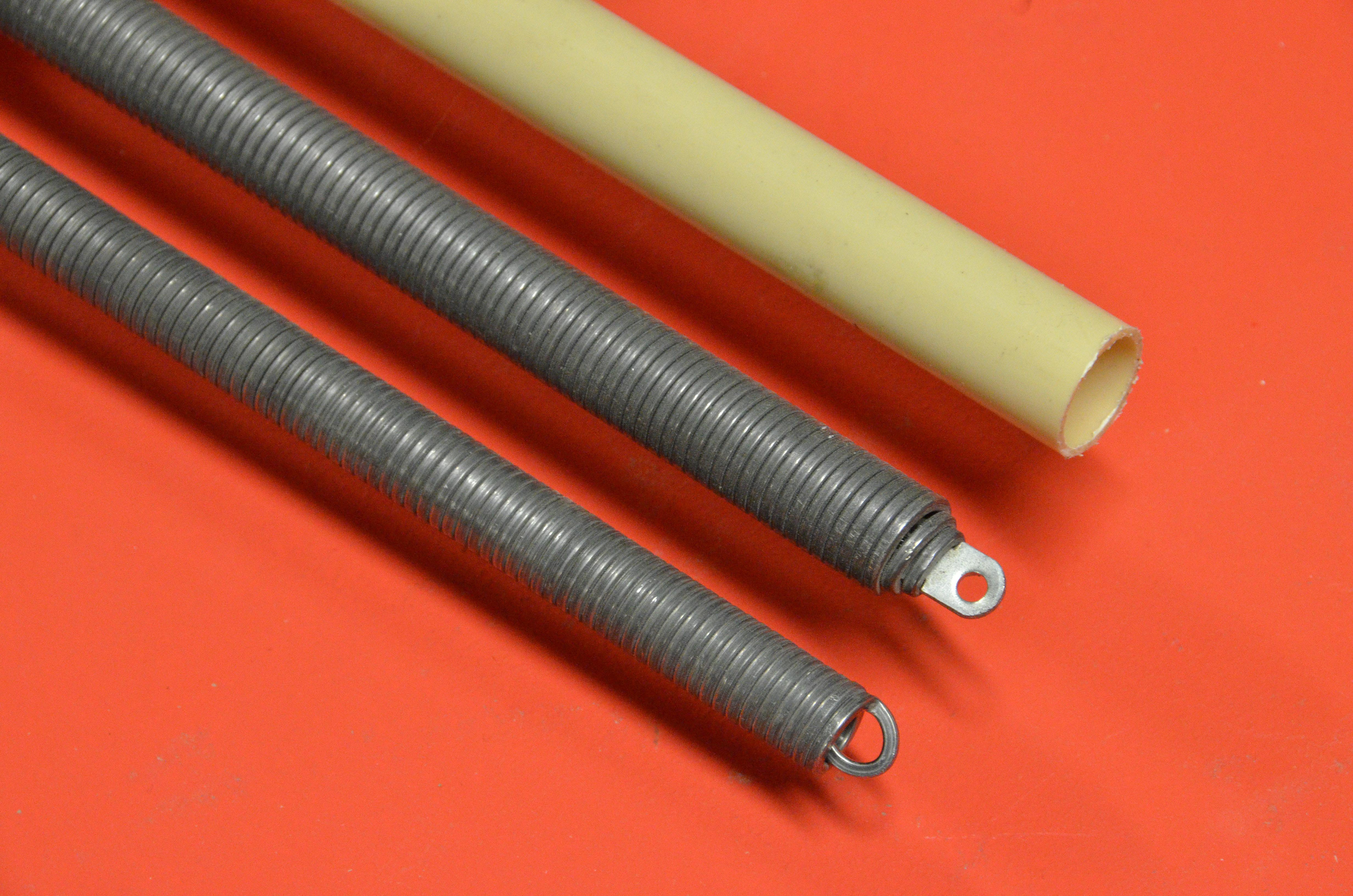
Buigveren met pvc-installatiebuis

Een buigveer dient voor het maken van bochten in kunststofbuis, of voor buizen van zacht koper. De buizen buigt men door een buigveer met de juiste diameter in, of over de buis te schuiven, zodat men deze kan buigen zonder een knik te veroorzaken.
Een buigveer bestaat uit een stalen spiraalveer, waarbij de windingen stijf tegen elkaar liggen. Ze zijn verkrijgbaar in verschillende lengtes voor alle gangbare maten buizen. Naast binnenbuigveren, die al of niet voorzien zijn van een binnenveer, bestaan er ook buitenbuigveren, deze schuift men niet in de buis, maar eroverheen.
Voor het buigen van pvc-installatiebuis ten behoeve van elektrische installaties gebruikt men voornamelijk binnenbuigveren van 5/8 en 3/4 inch (16 en 19 mm). Men gebruikt hiervoor meestal een veer met een lengte van 1 m. Aan één of beide uiteinden van de veer bevindt zich een oog. Aan één zo’n oog kan men eventueel een stuk touw of installatiedraad vastmaken, zodat men, ook bij lange buizen, de veer na het buigen uit de buis kan trekken.

## Bochten buigen in pvc-installatiebuis
Meet waar de bocht moet komen. Breng de buigveer zover in de buis zodat het midden van de veer ongeveer in het midden van de te maken bocht zit, en buig de buis, eventueel over de knie. Door de bocht iets verder door te zetten dan de gewenste hoek wordt de te buigen hoek blijvend. Het materiaal heeft namelijk de neiging iets terug te veren naar zijn oorspronkelijke vorm. De bochten mogen door het buigen geen grote afplatting vertonen. De straal, gemeten aan de binnenzijde van de bochten mag daarbij niet kleiner zijn dan drie keer de diameter van de buis. Controleer of de bocht goed is voordat de veer eruit wordt getrokken; men krijgt hem er later nauwelijks of niet meer in. Zaag de buis vervolgens op de juiste lengte af. Het vergt enige oefening om meerdere bochten in dezelfde buis, in het juiste vlak, en op de juiste afstand te maken. Als het kouder is dan 10 °C warmt men de buis eventueel wat op, omdat pvc harder en brozer wordt naarmate het kouder is.
Een bocht die eenmaal door middel van een buigveer is gemaakt, mag niet later weer teruggebogen worden. Dit verzwakt het materiaal namelijk en de kans op breuk is dan zeer groot.
Men kan met de buigveer verschillende vormen in de buis buigen:
- bochten met verschillende hoeken;
- de zogenaamde "kattenrug" om een buis over een andere, die zich in hetzelfde vlak bevindt, heen te laten lopen;
- een S-bocht, ook wel "bajonet" genaamd.